# Del Amitri
Del Amitri é uma banda escocesa de pop rock e powerpop, formada em Glasgow em 1980. A banda foi formada na faculdade de música de Justin Currie e a formação original consistia em: Justin (baixo e voz), Iain Harvie (guitarra solo), Bryan Tolland (guitarra base) e Paul Tyagi (bateria). Justin e Iain são os únicos membros restantes atualmente e são também os principais letristas.

## Discografia

### Álbuns
- Del Amitri (Maio de 1985)
- Waking Hours (Julho 1989)
- Change Everything (Junho 1992)
- Twisted (Fevereiro de 1995)
- Some Other Sucker's Parade (Julho 1997)
- Hatful of Rain: The Best of Del Amitri (Setembro de 1998)
- Lousy With Love: The B-Sides (Setembro de 1998)
- Can You Do Me Good? (Abril de 2002)

### Singles
| Ano  | Single                                 | Posições nas paradas      | Posições nas paradas | Posições nas paradas    | Posições nas paradas | Álbum                      |
| Ano  | Single                                 | Billboard Hot 100 dos EUA | Modern Rock dos EUA  | Mainstream Rock dos EUA | Singles do RU        | Álbum                      |
| ---- | -------------------------------------- | ------------------------- | -------------------- | ----------------------- | -------------------- | -------------------------- |
| 1989 | "Kiss This Thing Goodbye"              | -                         | -                    | -                       | 59                   | Waking Hours               |
| 1989 | "Stone Cold Sober"                     | -                         | -                    | -                       | 90                   | Waking Hours               |
| 1990 | "Nothing Ever Happens"                 | -                         | -                    | -                       | 11                   | Waking Hours               |
| 1990 | "Kiss This Thing Goodbye" (re-release) | 35                        | 13                   | 17                      | 43                   | Waking Hours               |
| 1990 | "Move Away Jimmy Blue"                 | -                         | -                    | -                       | 36                   | Waking Hours               |
| 1990 | "Spit in the Rain"                     | -                         | -                    | -                       | 21                   | -                          |
| 1992 | "Always the Last to Know"              | 30                        | 11                   | 18                      | 13                   | Change Everything          |
| 1992 | "Be My Downfall"                       | -                         | -                    | -                       | 30                   | Change Everything          |
| 1992 | "Just Like a Man"                      | -                         | -                    | -                       | 25                   | Change Everything          |
| 1993 | "When You Were Young"                  | -                         | -                    | -                       | 20                   | Change Everything          |
| 1995 | "Here and Now"                         | -                         | -                    | -                       | 21                   | Twisted                    |
| 1995 | "Driving with the Brakes On"           | -                         | -                    | -                       | 18                   | Twisted                    |
| 1995 | "Roll to Me"                           | 10                        | -                    | -                       | 22                   | Twisted                    |
| 1995 | "Tell Her This"                        | -                         | -                    | -                       | 32                   | Twisted                    |
| 1997 | "Not Where It's At"                    | -                         | -                    | -                       | 21                   | Some Other Sucker's Parade |
| 1997 | "Some Other Sucker's Parade"           | -                         | -                    | -                       | 46                   | Some Other Sucker's Parade |
| 1998 | "Don't Come Home Too Soon"             | -                         | -                    | -                       | 15                   |                            |
| 1998 | "Cry To Be Found"                      | -                         | -                    | -                       | 40                   | Hatful of Rain             |
| 2002 | "Just Before You Leave"                | -                         | -                    | -                       | 37                   | Can You Do Me Good?        |